# Каліч
Каліч (валенс. Càlig (офіційна назва), ісп. Cálig) — муніципалітет в Іспанії, у складі автономної спільноти Валенсія, у провінції Кастельйон. Населення — 2217 осіб (2010).

## Географія
Муніципалітет розташований на відстані близько 340 км на схід від Мадрида, 60 км на північний схід від міста Кастельйон-де-ла-Плана.

## Демографія
Динаміка населення (INE ):

## Галерея зображень

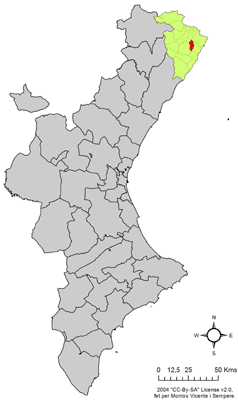
Розташування муніципалітету Каліч у автономній спільноті Валенсія
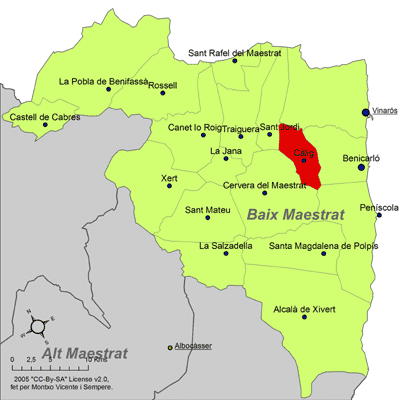
Розташування муніципалітету Каліч у комарці Бахо-Маестрасго